# Anaphothrips amoenus
Anaphothrips amoenus är en insektsart som beskrevs av Ian A. Hood 1940. Anaphothrips amoenus ingår i släktet Anaphothrips och familjen smaltripsar. Inga underarter finns listade i Catalogue of Life.